# HMS Oxley
Pour les articles homonymes, voir Oxley.
Le HMS Oxley, à l’origine le HMAS Oxley, est un sous-marin de classe Odin de la Royal Australian Navy (RAN), puis de la Royal Navy (RN).

## Conception
Lors de la conférence de désarmement de Washington, en 1921-1922, la délégation britannique aurait désiré que le traité qui en fut la conclusion interdise l’arme sous-marine. Mais c’était une vaine requête, alors que les U-Boote allemands venaient de faire preuve de leur redoutable efficacité durant la Première Guerre mondiale. Ayant échoué à faire interdire les sous-marins, les Britanniques recommencèrent à en construire à partir de 1923. Le modèle choisi fut le L52 de 1917, de classe L. Le type O, qui en dérivait, était plus long et plus large. Comme lui, il avait six tubes lance-torpilles d’étrave de 21 pouces (533 millimètres) et deux tubes de chasse à l’arrière, avec une torpille de rechange pour chaque tube. Il ne donnait que 15.5 nœuds (28 km/h) en surface, deux nœuds de moins que son prédécesseur, mais ceci était compensé par un rayon d'action très supérieur. Le succès du prototype, le HMS Oberon, amena la construction à partir de 1926 de six sous-marins de la classe Odin destinés à l’Extrême-Orient. Malheureusement, pour des raisons d’économie, une erreur de conception fut commise : certains des réservoirs à mazout furent placés dans la partie supérieure des ballasts et, étant donné l’impossibilité de rendre une coque rivetée tout à fait étanche, il y avait à la surface de la mer une traînée indiscrète de gas-oil qui révélait la présence du sous-marin. Cela contribua à la perte de quatre d’entre eux en Méditerranée en 1940-1942.
Les sous-marins de classe Odin ont été construits selon une conception légèrement modifiée pour le service en Australie. Ils mesuraient 275 pieds (84 m) de longueur hors tout, avec un maître-bau de 29 pieds 7 pouces (9,02 m) et un tirant d'eau moyen de 13 pieds 3 pouces (4,04 m). Leur déplacement était de 1350 tonnes en surface et de 1870 tonnes en plongée. Ces navires avaient des moteurs Diesel pour la navigation en surface et la production d’électricité, mais lorsqu’ils étaient sous l’eau, ils fonctionnaient sur des moteurs électriques. Ils avaient deux lignes d'arbres et deux hélices. Leur vitesse maximale était de 15,5 nœuds (28,7 km/h) en surface et de 9 nœuds (17 km/h) en plongée. Le HMS Oxley avait un équipage de 54 personnes. Son armement comprenait huit tubes lance-torpilles de 21 pouces (533 mm) dont six tournés vers l’avant, et deux tournés vers l’arrière, un canon de pont de 4 pouces (100 mm) et deux mitrailleuses.

## Engagements
Le HMAS Oxley fut construit par Vickers-Armstrongs à Barrow-in-Furness sous la désignation de OA1, : O car c'était un sous-marin de classe O, A car il était destiné à l'Australie. Sa quille fut posée en mars 1925. Il fut lancé le 29 juin 1926, achevé le 22 juillet 1927 et mis en service dans la Royal Australian Navy le 1er avril 1927. Il porte le nom de l’explorateur John Oxley.
Après leur mise en service, les HMAS Otway et Oxley furent temporairement affectés à la 5e flottille sous-marine de la Royal Navy. Le 8 février 1928, les deux sous-marins partent pour l’Australie, dans le plus long voyage sans escorte jamais entrepris par un sous-marin britannique. En route vers Malte, des fissures ont été trouvées sur les colonnes du moteur du Otway. À l’arrivée à Malte, des fractures similaires ont été trouvées dans les colonnes moteur du Oxley, et les deux sous-marins ont été retenus à Malte le temps que des colonnes améliorées soient fabriquées et installées. Ils reprirent leur voyage en novembre et arrivèrent à Sydney le 14 février 1929.
En raison de la détérioration des conditions financières qui a mené à la Grande Dépression, les deux sous-marins ont été mis en réserve un an plus tard. Le HMAS Oxley a été vendu en réserve le 10 mai 1930. Il a subi des exercices de plongée toutes les deux semaines jusqu’au 9 avril 1931, date à laquelle il a été vendu totalement avant son transfert à la Royal Navy.
Le coût permanent de l’entretien des bateaux, combiné aux limites de tonnage imposées par le Traité naval de Londres, a incité le gouvernement australien à offrir les HMAS Otway et Oxley à la Royal Navy. Les sous-marins ont été transférés et mis en service dans la Royal Navy le 10 avril 1931.
Le 29 avril, le Oxley et le Otway (qui avait également été remis en service dans la Royal Navy) ont quitté Sydney pour Malte. En 1939, le HMS Oxley était basé à Portsmouth et faisait partie de la 5e flottille sous-marine. Au début de la guerre, il faisait partie de la 2e flottille sous-marine. Du 26 au 29 août 1939, la 2e flottille sous-marine est déployée dans ses bases de guerre à Dundee et à Blyth. À la suite du déclenchement de la Seconde Guerre mondiale, le HMS Oxley a été affecté à des tâches de patrouille au large des côtes de la Norvège. On lui a attribué le pennant number (numéro de fanion) 55.

## Perte
Le 10 septembre 1939, le HMS Oxley est coulé par le HMS Triton. Il est le premier sous-marin britannique perdu pendant la Seconde Guerre mondiale.
Lorsque l’Amirauté a été avisée que le gouvernement de Sa Majesté déclarerait la guerre à l’Allemagne, cinq sous-marins de la deuxième flottille, dont le HMS Triton et le HMS Oxley, ont reçu l’ordre de patrouiller sur la ligne Obrestad au large de la Norvège le 24 août 1939. Ainsi, le 3 septembre, tous les sous-marins britanniques se trouvaient dans leurs secteurs de patrouille de combat.
À 19 h 55, le 10 septembre 1939, le HMS Triton avait refait surface, vérifié sa position au large du phare d'Obrestad, commencé à patrouiller en zigzags lents, et il a commencé à recharger ses batteries. Le lieutenant commander Steel, après s’être assuré que la zone était dégagée et avoir posté des vigies, a confié la responsabilité de la passerelle à l’officier de quart et est descendu, en donnant l’ordre qu’on l’appelle si quelque chose d’inhabituel se produisait. À 20 h 45, il est appelé sur le pont : un objet dans l’eau est bien visible à bâbord avant. Steel a commandé de passer la propulsion sur les moteurs principaux, de faire monter le timonier sur la passerelle et de tenir les tubes lance-torpilles numéros 7 et 8 prêts à tirer. L’objet bas sur l’eau a été reconnu comme un sous-marin.
Une fois sur le pont, le timonier a lancé trois appels pendant plusieurs minutes avec la lampe portative, et aucun d’eux n’a reçu de réponse. Steel se demanda si le bateau pouvait être le HMS Oxley, qui aurait dû patrouiller sur la même ligne, mais à une certaine distance. Steel et son équipage sur la passerelle scrutèrent la silhouette, mais ils ne purent distinguer de quel type de sous-marin il s’agissait. Un quatrième appel a été lancé : trois fusées vertes. Après avoir leur tir, Steel a compté lentement jusqu’à 15, puis a décidé que ce qu’ils voyaient était un sous-marin allemand. Il a ordonné que les torpilles des tubes 7 et 8 soient tirées à trois secondes d’intervalle. Moins d’une minute plus tard, une explosion a été entendue.
Le HMS Triton a rejoint la zone pour investiguer et a entendu des appels à l’aide. La lumière de la lampe Aldis a révélé trois hommes pataugeant au milieu du gazole et des débris. Le lieutenant Guy C. I. St.B. Watkins et le lieutenant Harry A. Stacey sont entrés dans l’eau et ont secouru le Lieutenant commander H.G. Bowerman, commandant du Oxley, ainsi que le matelot de 2e classe Herbert Gluckes, un guetteur. La troisième personne dans l’eau, le lieutenant F.K. Manley, a été vue nager vigoureusement quand il a soudainement sombré. Ni le corps de Manley ni aucun autre survivant du Oxley n’ont été retrouvés.
Une commission d'enquête a conclu que Steel avait fait tout ce qu’il pouvait raisonnablement dans ces circonstances. Le HMS Oxley était hors de la position qui lui avait été assignée, le HMS Triton avait agi correctement, et la première perte d’un sous-marin allié durant la Seconde Guerre mondiale était due à un « tir ami ». Pendant toute la guerre, la perte du HMS Oxley a été attribuée à une explosion accidentelle. Après la guerre, on a prétendu qu’il s’agissait d’une collision avec le HMS Triton. La vérité n’a pas été rendue publique avant les années 1950.

## Mémorial
Comme le HMS Oxley opérait à partir de Dundee avec la 2e flottille sous-marine lorsqu’il a été perdu, tous ses membres d’équipage sont commémorés sur le Dundee International Submarine Memorial.